# Taracticus argentifacies
Taracticus argentifacies är en tvåvingeart som beskrevs av James 1953. Taracticus argentifacies ingår i släktet Taracticus och familjen rovflugor.
Artens utbredningsområde är Honduras. Inga underarter finns listade i Catalogue of Life.